# Forte dos Tapajós de Santarém
O Forte dos Tapajós de Santarém localizava-se na confluência do rio Tapajós com a margem direita do rio Amazonas, atual cidade de Santarém, no interior do estado brasileiro do Pará.

## História
Erguido por determinação do governador e capitão-general do Estado do Maranhão e Grão-Pará, Antônio de Albuquerque Coelho de Carvalho (1685-1690), foi um dos quatro fortes erguidos pelo maranhense capitão Francisco da Mota Falcão, às próprias expensas, nos sítios que lhe fossem indicados, em troca da mercê do governo vitalício de uma delas (ver Forte do Paru de Almeirim, Forte de São José da Barra do Rio Negro e Forte de Santo Antônio dos Pauxis de Óbidos). Em virtude do seu falecimento, deixando a obra inacabada, esta estrutura foi concluída em 1697 por seu filho Manoel da Mota Sequeira, sendo a que este último escolheu para comandar (SOUZA, 1885:67). GARRIDO (1940) denomina-o Forte da Sardinha (op. cit., p. 20).
Em taipa de pilão, a sua planta apresentava a forma de um polígono quadrangular regular, com vinte e duas braças de lado, e baluartes nos vértices (SOUZA, 1885:67).
Quando da elevação do povoado a Vila com o nome de Santarém, a estrutura passou a ser conhecida como Fortaleza de Santarém.
Sofreu reparos e melhorias em 1740 e em 1782, quando foi reedificado. Quando inspecionado em 1784 pelo Governador Martinho de Souza Albuquerque, este considerou-a como a mais regular de todas as que haviam sido construídas até então (SOUZA, 1885:67; BARRETO, 1958:47). Serviu de quartel a um destacamento encarregado de reprimir levantes indígenas na região (GARRIDO, 1940:21).
Em 1749 o Mestre de Campo José Miguel Aires relatava que o baluarte e a cortina voltados a Leste não mais existiam, os baluartes voltados a Oeste encontravam-se no chão, a capela e os quartéis imprestáveis. Posteriormente, em 1762, sob a orientação de Domingos Sambucetti foi reconstruído em pedra e cal. (OLIVEIRA, 1968:746)
No século XIX sofreu reparos em 1803 por sugestão do Coronel Teodósio Constantino de Chermont e de seu comandante, Capitão Paulo José Vicente Pereira. (OLIVEIRA, 1968:746) Encontrava-se arruinada em 1839 e foi novamente reparada em 1867 (SOUZA, 1885; BARRETTO, 1958:47; e também em 1854 cf. OLIVEIRA, 1968:746). GARRIDO (1940) dá-a como desaparecida, subsistindo, à época (1940), alguns de seus velhos canhões (op. cit., p. 21).